# Instytut Austriacki
Instytut Austriacki (niem. Österreich Institut) – austriacka instytucja działająca w ramach prowadzonej austriackiej polityki kulturalnej i poza Austrią, prowadząca kursy języka niemieckiego, z centralą w Wiedniu.

## Historia
Instytut Austriacki założony został w 1965 pod nazwą Czytelni Austriackiej (Österreichische Lesesaal). Stopniowo rozszerzając działalność, w 1973 placówkę przekształcono w Instytut Kultury Austriackiej (Österreichisches Kulturinstitut). W 1997 wydzielono z Instytutu promocję kultury, powierzając ją nowej instytucji Austriackiemu Forum Kultury (niem. Österreichische Kulturforum). Obecnie (2021) Instytut Austriacki ma swoje filie m.in. w: Belgradzie, Bratysławie, Brnie, Budapeszcie, Krakowie, Moskwie, Rzymie, Sarajewie, Warszawie i Wrocławiu. Centrala w Wiedniu redaguje jako materiały do zajęć gazetę Österreich Spiegel, portal internetowy Österreich Portal, teczki do języków fachowych/branżowych oraz materiały dydaktyczne do filmów, które są wykorzystywane do nauki niemieckiego.

## Zadania
Instytut Austriacki chce przybliżyć Austrię jako kraj niemieckojęzyczny oraz część Unii Europejskiej. Organizuje związane z Austrią imprezy kulturalne oraz konkursy dla uczestników kursów, nauczycieli języka niemieckiego oraz uczniów. Austriackie Forum Kultury i ambasada wspierają pracę instytutu. Instytut Austriacki współpracuje z Instytutem Goethego (niem. Goethe Institut), British Council oraz Instytutem Cervantesa. Instytuty Austriackie regularnie są współorganizatorami Europejskiego Dnia Języków. Wszystkie Instytuty są centrami egzaminacyjnymi wydającymi Österreichisches Sprachdiplom Deutsch – międzynarodowo uznawane certyfikaty.

## Siedziba
Mieściła się przy ul. Próżnej 8 (1966-), następnie przy ul. Zielnej 37 (2003-2021).